# João voz e violão
João voz e violão è un album in studio del cantautore brasiliano João Gilberto, pubblicato nel 2000.

## Tracce
1. Desde que o Samba é Samba (Caetano Veloso) – 3:54
2. Você Vai Ver (Antônio Carlos Jobim) – 2:56
3. Eclipse (Margarita Lecuona) – 3:04
4. Não Vou Pra Casa (Antônio de Almeida, Roberto Roberti) – 2:56
5. Desafinado (Jobim, Newton Mendonça) – 3:27
6. Eu Vim da Bahia (Gilberto Gil) – 2:34
7. Coração Vagabundo (Veloso) – 2:08
8. Da Cor do Pecado (Bororó) – 2:29
9. Segredo (Herivelto Martins, Marino Pinto) – 3:15
10. Chega de Saudade (Vinicius de Moraes, Jobim) – 3:25

## Premi
- Grammy Awards
  - 2001: "Best World Music Album"